# ماركيز
ماركيز (بالبرتغالية: Iorlando Pereira Marques Filho‏) هو لاعب كرة قدم برازيلي في مركز الهجوم، ولد في 14 يناير 1985 في غوياس في البرازيل. لعب مع سانتو أندريه وغريميو بورتو أليغرينزي ونادي أفاي لكرة القدم ونادي برازيل دي بيلوتاس ونادي بوا إيسبورت ونادي فيزيلا ونادي فيلا نوفا ونادي ليتشويس ونادي ميراسول.